# Український національний фронт
Український національний фронт — назва кількох нелегальних політичних організацій, що діяли в Західній Україні у 1960-1970-х рр.

## Український національний фронт
Український національний фронт — нелегальна політична організація, яка діяла у 1964-1967 рр. в Івано-Франківській, Львівській та інших областях УРСР.
Задум створити підпільну організацію виник у Дмитра Квецка. Протягом 1961-1963 він підготував низку програмних документів майбутньої організації, а влітку 1964 у лісі біля рідного села Слобода-Болехівська Долинського району викопав криївку і придбав багато літератури, виданої підпіллям ОУН 1947-1948. У вересні 1964 дав згоду працювати в організації колишній нелегал ОУН і політв'язень Зеновій Красівський, тоді мешканець Моршина на Львівщині. Він став автором «Тактики УНФ» і співавтором низки програмних документів. Тоді ж таки прилучився до організації колишній воїн УПА Мирослав Мелень. На пропозицію Квецка організацію назвали «Український національний фронт».
УНФ ставила метою боротьбу за незалежність України. Проіснував до 1967. Група видавала журнал «Воля і Батьківщина» (вийшло 16 чисел). Написанням статей до підпільного часопису займалися виключно Д.Квецко і З.Красівський, при цьому левова частка матеріалів вийшла з-під пера Д.Квецка. Він також відхилив пропозицію З.Красівського друкувати в журналі статті культурницького напряму, тим самим відмежувавши себе від культурницько просвітницького руху шістдесятників. Проте окремі матеріали шістдесятників таки потрапляли до часопису й поширювалися членами УНФ. Водночас у «Волі і Батьківщині» акцентувалася увага на статтях політичного характеру.
Члени УНФ поширили кількасот власних брошур і листівок у різних областях України (виготовляли їх на друкарській машинці в помешканнях і в бункері, облаштованому Квецьком у Карпатах). Поширювали також знайдену пропагандистську літературу ОУН.
Для конспірації УНФ формувався з кількох окремих, не знайомих між собою груп. Так, до львівської організації увійшли Зіновій Красівський, який здійснював загальне керівництво, Мирослав Мелень (очолював одну з груп); колишній політв'язень (1948-1956) Іван Губка (очолював іншу львівську групу); випускник Львівського торгово-економічного інституту Дмитро Барандій; редактор музичних передач Львівської телестудії Олександр Геринович; лікар Львівської обласної клінічної лікарні «Охматдит» Семен Корольчук; головний архітектор Львівської міжобласної спеціалізованої реставраційно-виробничої майстерні Іван Могитич (член КПРС); колишній політв'язень Степан Вардинець; інженер Володимир Гурський; технолог заводу низьковольтних ламп Мефодій Волошин; завідувач магазину одягу Богдан Криса; колишній політв'язень, вчитель англійської мови Григорій Прокопович; токар Стрийського вагоноремонтного заводу Василь Кулинин; учитель з с. Петричі Буського району Львівщини Остап Пастух та інші. Імена багатьох учасників львівської організації досі невідомі.
Організація ділилася на кілька самостійних груп. Наприклад, Губка, який мав на зв'язку близько 30 осіб, не знав, хто входив до групи Меленя
Івано-Франківську групу очолював Дмитро Квецко. Серед чільних її учасників були капітан міліції, дільничий уповноважений Долинського РВВС Михайло Дяк і курсант школи міліції Микола Федів. Вони ще перед вступом до УНФ кілька разів вивішували національні синьо-жовті прапори у Моршині, Витвиці, Гошеві, інших місцях. До групи входив також учитель Витвицької СШ Богдан Равлюк. Член цієї організації, учитель фізкультури Ярослав Лесів виїхав у смт Завалля Гайворонського району Кіровоградської області, де працював у школі-інтернаті і створив підпільну групу з 18 осіб.
Члени львівської організації УНФ займались передруком і розповсюдженням журналу «Воля і Батьківщина» та підпільної літератури — і не лише у Львові, а й у багатьох областях України. Наприклад, І.Могитич возив журнали до Збаража (Тернопільська область), а далі їх поширював колишній студент Львівської політехніки і в'язень ГУЛАГу Мирослав Думанський. Він мав довірених людей у Тернополі, Підволочиську, Гусятині та Чорткові.
На Закарпатті отримані від Могитича журнали розповсюджував інженер Чинадіївського лісокомбінату Михайло Петричко, в Чернігові — інженер і поет Федір Литвиненко, у Надвірнянському районі (Івано-Франківська область) — колишній учитель Василь Процюк
УНФ планував створити в Карпатах підпільну друкарню. Для неї у с. Коростів (Сколівський район, Львівщина) обладнали відповідне місце, а Губці було доручено дістати шрифт. Доручення було виконано за допомогою завідувача складу, який забезпечував шрифтом усі друкарні Львівщини і поза нею, Василя Віхотя. За шрифтом прибув Прокопович, але через непорозуміння з паролем не отримав пакунка. А далі настали арешти, і шрифт залишився у Львові
До викриття УНФ спричинився провал ланки у Донецькій області. Колишній політв'язень, шахтар Микола Качур надто активно розповсюджував на Донеччині нелегальну літературу, відтак потрапив у поле зору КГБ. Але його заарештували лише після того, як виявили зв'язки, (8 липня 1966). Ґрунтовність конспірації не дозволила КГБ вийти на керівне ядро УНФ раніше весни 1967. Арешти відбулися у березні.
1 серпня 1967 Львівський обласний суд встановив кару — 6 років TCP та 5 років заслання — Іванові Губці, 26 серпня засудив на такий самий термін Мирослава Меленя, а згодом і Григорія Прокоповича. В цьому ж році на п'ять років позбавлення волі із забороною п'ять років опісля працювати вчителем був засуджений Остап Пастух.
27 листопада 1967 в Івано-Франківську Верховний суд УРСР встановив Дмитру Квецку кару — 20 років ув'язнення та заслання, Зіновію Красівському та Михайлові Дяку — по 17, Ярославу Лесіву та Василеві Кулинину — по 6 років TCP. Миколу Качура Івано-Франківський обласний суд відіслав у табори на 5 років, але за сприяння слідству його звільнили у 1969. Семена Корольчука спершу не судили, але в 1971 його та Остапа Пастуха заарештували, і Львівський обласний суд 7 вересня 1971 покарав їх відповідно 4 роками TCP і 6 місяцями колонії загального режиму.

## УНФ-2
Український національний фронт-2 — нелегальна політична організація, що діяла у 1960-1970-х pp. в Долинському районі Івано-Франківщини. Заснована учителем Миколою Крайником (керівник організації), В.Зваричем та І.Мандриком.
Під назвою «Українська Загальнонародна Організація» діяла з 7 січня 1961 і налічувала близько 200 заприсяжених членів по всій Україні.
1964 року після контактів з Михайлом Дяком прибрала назву «Український Національний Фронт». На слідстві М.Дяк про неї нічого не сказав, тож організація проіснувала до 1979.
УНФ-2 провадив самостійницьку пропаганду, передруковував матеріали ОУН і видав кілька чисел журналу «Український Вісник» і альманах «Прозріння».
1979 — керівників організації заарештовано; М.Крайника та В.Зварича засуджено на ув'язнення; І.Мандрика після арешту вбито у загадкових обставинах.